# Assia Wevill
Assia Esther Wevill, née Gutmann le 15 mai 1927 à Berlin et morte le 23 mars 1969 à Londres, est une poétesse et publicitaire allemande. Au début de la Seconde Guerre mondiale, elle échappe aux nazis et émigre en Palestine mandataire, via l'Italie, puis plus tard le Royaume-Uni, où elle entre en relation avec le poète anglais Ted Hughes. Avec sa fille de quatre ans, elle se suicide avec un four à gaz. 

## Jeunesse et mariages
Le père d'Assia Gutmann est Lonya Gutmann, médecin juif d'origine lettone, et sa mère une luthérienne allemande, Elisabeth « Lisa » (née Gaedeke). Son premier mari, qu'elle épouse en 1947, est John Steele. Selon ses biographes, Yehuda Koren et Eilat Negev, « elle avait contracté un mariage essentiellement sans amour avec un Anglais à l'âge de 20 ans — en grande partie pour permettre à sa famille d'émigrer en Angleterre ». Le couple émigre ensuite à Vancouver, au Canada, où elle s'inscrit à l'Université de la Colombie-Britannique et rencontre Richard Lipsey. Elle divorce de Steele en 1949 et épouse Lipsey en 1952.

## Carrière
Assia Wevill effectue une carrière dans la publicité. Poète, elle publie, sous son nom de jeune fille Assia Gutmann, une traduction anglaise de l'œuvre du poète israélien Yehuda Amichai,.

## Relation avec le poète Ted Hughes
En 1961, les poètes Ted Hughes et Sylvia Plath louent leur appartement à Chalcot Square, Primrose Hill, à Londres, à Assia et David Wevill, et s'installent à North Tawton, Devon. Hughes écrit plus tard au sujet d'Assia Wevill : « Nous ne l'avons pas trouvée ; c'est elle qui nous a trouvés. Elle nous flaira… Elle s'installa ici… Légèrement crasseuse de mystère érotique… Je vis que la rêveuse qui est en elle/Est tombée amoureuse de moi et elle ne le sut pas. À ce moment, le rêveur qui est en moi/Tomba amoureux d'elle, et je le sus »
Sylvia Plath s'en rendit compte. Peu de temps après, Ted Hughes et Assia Wevill commencent une liaison. Sylvia Plath se suicide, Assia Wevill, alors enceinte de l'enfant de Ted Hughes, avorte. La relation réelle, ses circonstances, et le fait qu'elle ait causé la mort de Sylvia Plath sont discutées.

## Mort
Le 23 mars 1969, Assia se suicide avec Shura, sa fille âgée de quatre ans, dans leur maison londonienne. Elle allume la cuisinière à gaz. Ce suicide ressemble à celui de Sylvia Path. Elle et Shura ont été retrouvés par la fille au pair allemande de la famille, Else Ludwig, allongées ensemble sur un matelas dans la cuisine.

## Héritage

### Publicité
Assia Wevill compose la publicité "Lost Island" de 90 secondes pour le produit de teinture capillaire pour femmes "Sea Witches" pour la télévision et les cinémas, qualifiée de « nouveauté dans le genre » et d'« énorme succès » par ses biographes, Koren et Negev. L'annonce peut être consultée dans certaines compilations d'annonces classiques ou parfois sous forme de publication en ligne,.

### Au cinéma et à la télévision
- Dans le long métrage Sylvia (2003), Assia est interprétée par Amira Casar[14].
- En octobre 2015, le documentaire majeur de la BBC Two, Ted Hughes: Stronger Than Death, porte sur la vie et l'œuvre de Hughes, et inclut un examen du rôle joué par Assia[15].